# Adèle Rigaud
Adèle Marie Raymonde Rigaud (Curaçao, 23 april 1924 - Otrobanda, 22 maart 1967) was een Curaçaos politica, feministe en activiste. Zij was een van Curaçao's baanbrekende feministes en speelde een uitgesproken rol bij de invoering van het algemeen vrouwenkiesrecht in de Nederlandse Antillen.

## Biografie

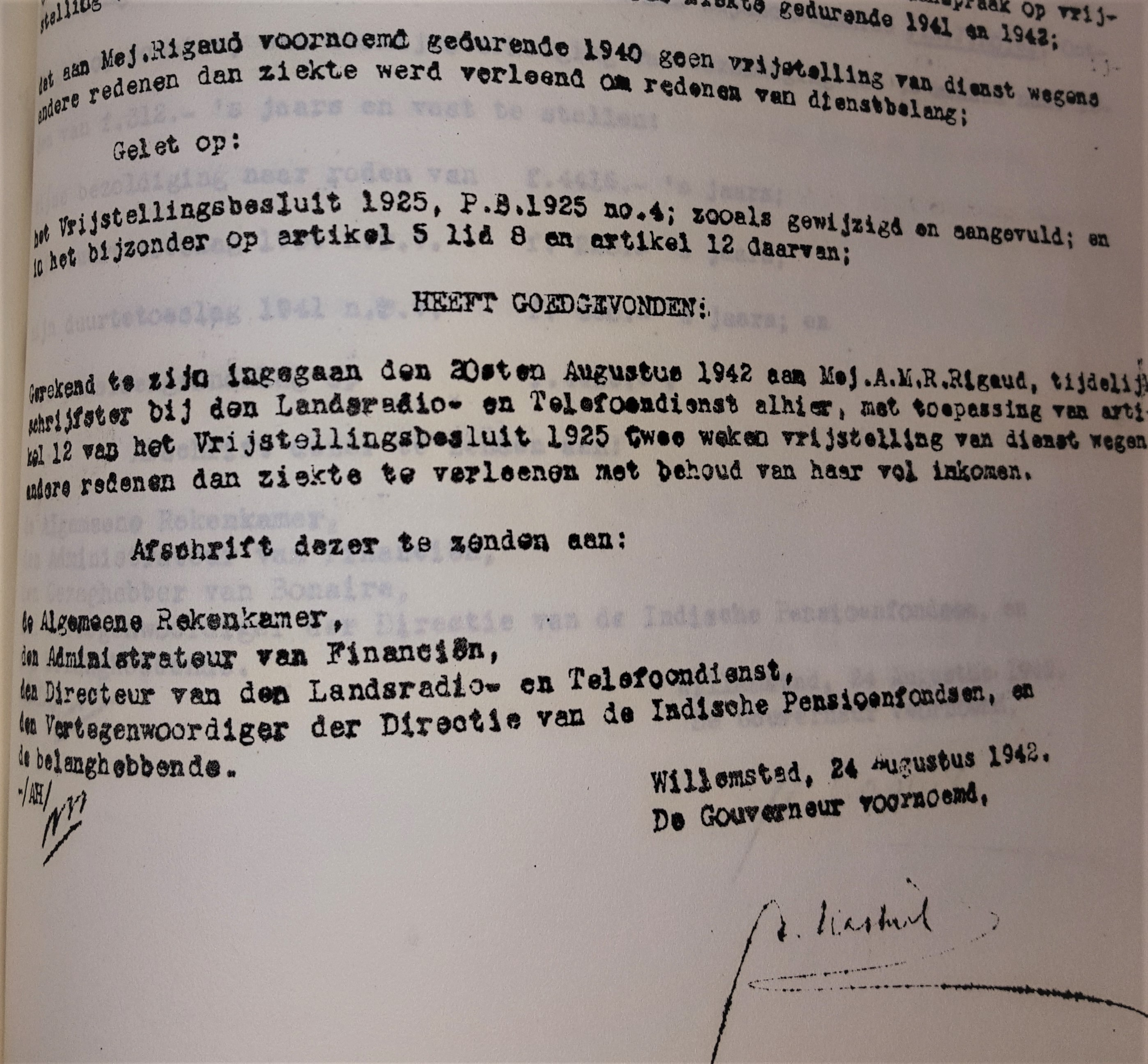
Beschikking uit 1942 voor verlofopname door Adèle Rigaud getekend door gouverneur Kasteel

Adèle Rigaud was een van de zes kinderen van de onderwijzer, later griffier aan het Hof van Justitie, Quintus Leopold Rigaud en Jeannette Carolina Peiliker. Naast Adèle kozen tevens haar zusters, Rose Marie Heitkönig-Rigaud en Renée Hendrikse-Rigaud, alsmede haar jongste broer Siegfried Rigaud voor een rol in de politiek. 
In december 1939 verliet Adèle Rigaud het St. Martinusgesticht na het behalen van het MULO-diploma A. Tussen 1940 en 1961 was zij ambtenaar bij de Landsradio- en Telefoondienst, eerst als tijdelijk schrijver en later in de rang van klerk eerste klasse. In haar vrije tijd was zij betrokken bij de sportvereniging Villa Maria, die activiteiten voor de jeugd organiseerde.

### Politiek activisme
Ondanks een bescheiden loopbaan was Rigaud in de politiek een uitzonderlijk talent met ongekend energie. Zij was op Curaçao een van de eerste vrouwen die zich openlijk met de politiek bezighield en de eerste vrouw in het bestuur van een politieke partij. Begin 1948 was zij mede-oprichter van de Katholieke Volkspartij (KVP), een partij die met de NVP voortkwam uit een scheuring in de Curaçaosche Katholieke Partij en die na 1960 verder ging onder de naam Konstructieve Volkspartij. Op 18 april 1948 richtte zij de vrouwenvleugel van de partij op en werd voorzitter en woordvoerder van "Luchadonan pa Derecho di Voto pa hende muhe" (Nederlands: Strijders van het vrouwenkiesrecht).
Rigaud ijverde voor de politieke bewustwording en participatie van de Antilliaanse vrouw en wierp zich op als leider van de strijd voor het actief vrouwenkiesrecht. Op de Nederlandse Antillen, toentertijd bekend onder de naam Curaçao en Onderhorigheden, bestond sedert 1936 een beperkt actief en passief kiesrecht voor mannen, terwijl vrouwen slechts een beperkt passief kiesrecht bezaten. Met inzet van de vrouwen van de KVP, voerde Rigaud acties die ook later gesteund werden door de vrouwengroep Damanan di Djárason van de NVP. Er werd deur-aan-deur handtekeningen verzameld voor een speciale petitie gericht aan minister-president Beel in Den Haag met het verzoek vrouwen het algemeen kiesrecht te verschaffen. In vier dagen tijd werden van 1013 personen uit alle sociale klassen van de Curaçaose samenleving de handtekening verzameld. In Nederland, waar vrouwen in 1919 al kiesrecht hadden gekregen, raakte de petitie met name Corry Tendeloo, die in de Tweede Kamer de invoering bepleitte. Zij stelde dat een onderscheid in staatsburgerschap tussen mannen en vrouwen in strijd was met het Handvest van de Verenigde Naties, in het bijzonder het artikel 73 dat handelt over gebieden zonder zelfbestuur. De invoering in 1948 van het algemeen vrouwenkiesrecht was een belangrijke mijlpaal in de Curaçaose vrouwenemancipatiebeweging. Algemeen kiesrecht en vrouwenemancipatie zijn beide een van de vijftig thema's in de historische vensters van de Canon van Curaçao. 
Nadat het vrouwenkiesrecht een feit was geworden installeerde Rigaud in aanloop naar de statenverkiezingen van 17 maart 1949 vrouwencommissies op wijk- en parochieniveau. Van de 37.688 kiesgerechtigden op Curacao waren 19.601 vrouw en 18.087 man. De commissies organiseerden over het hele eiland vrouwenbijeenkomsten met sprekers, die zichzelf de "propaganda-dames" van de KVP noemden, om het belang van het vrouwenkiesrecht onder de aandacht te brengen en vrouwen op te roepen hun pas verworven stemrecht te gebruiken. Gezien het vele werk en haar toewijding aan het activisme had Rigaud zich niet kandidaat gesteld voor de verkiezingen in 1949. 
In 1950 verscheen Rigaud bij de statenverkiezingen op positie nr. 6 van de KVP-lijst. In augustus 1954 werd zij op 30-jarige leeftijd lid van de Staten van de Nederlandse Antillen, nadat haar partijgenoot Elias Morkos zijn zetel afstond wegens zijn benoeming tot gedeputeerde.
Bij de statenverkiezingen van 15 november 1954 kreeg zij onvoldoende voorkeursstemmen voor behoud van haar statenzetel.
Rigaud werd tegen het einde van haar leven ziek, teleurgesteld en depressief. Zij stierf op 42-jarige leeftijd in het St. Elisabeth Hospitaal in Otrobanda, Willemstad.

## Collectie Rigaud
Na haar overlijden schonk Siegfried Rigaud het particulier archief van Adèle Rigaud, bekend als de collectie S.W. Rigaud, aan het Nationaal Archief Curaçao. Als notuliste van de KVP had zij documenten alsmede kranteartikelen en de voordrachten van de militante dames bewaard. Naast de documenten van bestuurs-, vrouwenvleugel- en buurtvergaderingen uit de periode 1949 tot 1951 bestaat de collectie uit stukken betreffende de petitie voor het vrouwenkiesrecht; correspondentie omtrent de maatschappelijk dialoog rond de acties tegen prostitutie en een interview met haar persoon in de Beurs- en Nieuwsberichten uit 1951. Het Nationaal Archief Curaçao organiseerde in 1999 onder leiding van Jeanne Henriquez een tentoonstelling gewijd aan Adèle Rigaud.